# Prix littéraires 2021
Liste des prix littéraires décernés au cours de l'année 2021 :

## Prix internationaux
- Prix Nobel de littérature : Abdulrazak Gurnah ( Tanzanie)[1]
- Prix international Booker : David Diop ( France/ Sénégal) pour At Night All Blood Is Black (Frère d'âme)
- Prix Princesse des Asturies de littérature : Emmanuel Carrère ( France)[2]
- Prix Jean-Arp de littérature francophone :
- Prix Cervantes : Cristina Peri Rossi ( Uruguay)
- Prix des cinq continents de la francophonie : Karim Kattan ( Palestine) pour Le Palais des deux collines
- Prix SACD de la dramaturgie francophone : Pascale Renaud-Hébert pour Hope Town ( Canada)
- Grand prix panafricain de littérature : Osvalde Lewat ( Cameroun) pour Les Aquatiques
- Prix Carbet de la Caraïbe et du Tout-Monde : Loran Kristian (d)  ( France) pour Les Mots de silence
- Grand prix de littérature du Conseil nordique : Niviaq Korneliussen (Groenland) pour Naasuliardarpi?
- Prix Orange du Livre en Afrique : Loubna Serraj ( Maroc) pour Over the Rainbow

## Allemagne
- prix Heinrich-Böll : José F. A. Oliver[3]
- Prix Georg-Büchner : Clemens J. Setz
- Prix Friedrich Hölderlin (Bad Homburg) : Marcel Beyer
- Prix Anna-Seghers : Magela Baudoin et Francis Nenik
- Prix du livre allemand : Blaue Frau d'Antje Rávik Strubel
- Prix frère et sœur Scholl : Wir gehören dem Land de Joe Sacco

## Belgique
- Prix Marcel Thiry : nçn attrubué
- Prix Victor-Rossel :  Philippe Marczewski pour Un corps tropical
- Prix Filigranes : La vie rêvée des hommes de François Roux[4]
- Prix Goncourt, le choix de la Belgique : L'Anomalie d'Hervé Le Tellier

## Canada
- Grand prix du livre de Montréal : Désormais, ma demeure, de Nicholas Dawson
- Grand prix du Salon du livre de Toronto : Le jour se lèvera de Gabriel Osson
- Prix Athanase-David : Michel Marc Bouchard
- Prix Giller : What Strange Paradise, de Omar El Akkad
- Prix littéraire des collégiens : Là où je me terre de Caroline Dawson
- Prix littéraire France-Québec :  L'Œil de Jupiter de Tristan Malavoy
- Prix littéraire Québec-France Marie-Claire-Blais : San Perdido de David Zukerman
- Prix littéraires du Gouverneur général 2021 :
  - Catégorie « Romans et nouvelles de langue anglaise » : Norma Dunning pour Tainna: The Unseen Ones
  - Catégorie « Romans et nouvelles de langue française » : Fanny Britt pour Faire les sucres
  - Catégorie « Poésie de langue anglaise » : Tolu Oloruntoba pour The Junta of Happenstance
  - Catégorie « Poésie de langue française » : Tania Langlais pour Pendant que Perceval tombait
  - Catégorie « Théâtre de langue anglaise » : Hannah Moscovitch pour Sexual Misconduct of the Middle Classes
  - Catégorie « Théâtre de langue française » : Mishka Lavigne pour Copeaux
  - Catégorie « Études et essais de langue anglaise » : Sadiqa de Meijer pour alfabet/alphabet: a memoir of a first language
  - Catégorie « Études et essais de langue française » : Serge Bouchard et Mark Fortier pour Du diesel dans les veines
- Prix Robert-Cliche : Tout est ori de Paul Serge Forest

## Chili
- Prix national de littérature : non attribué

## Corée du Sud
- Prix Gongcho :
- Prix Jeong Ji-yong :
- Prix de littérature contemporaine (Hyundae Munhak) :
  - Catégorie « Poésie » :
  - Catégorie « Roman » :
  - Catégorie « Critique » :
- Prix Manhae :
- Prix Park Kyung-ni :
- Prix Yi Sang : Lee Seung-u pour La flottabilité de l'esprit

## Danemark
- Prix Hans-Christian-Andersen : non attribué

## Espagne
- Prix Cervantes :  Cristina Peri Rossi
- Prix Nadal : Inés Martín Rodrigo, pour Las formas del querer
- Prix Planeta : Carmen Mola (pseudonyme collectif de Jorge Díaz (es), Agustín Martínez et Antonio Santos Mercero (es)), pour La Bestia[5]
- Prix national des lettres espagnoles : José María Merino (es)
- Prix national de littérature narrative : Xesús Fraga (es) , pour Virtudes (e misterios)
- Prix national de poésie : Miren Agur Meabe pour Nola gorde errautsak kolkoan
- Prix national de la jeune poésie : María Elena Higueruelo Illana, pour Los días eternos
- Prix national de l'essai : Ramón Andrés, pour Filosofía y consuelo de la música
- Prix national de littérature dramatique : Pablo Remón (es), pour Doña Rosita, anotada
- Prix national de littérature d'enfance et de jeunesse : Beatriz Giménez de Ory, pour Un hilo me liga a vos. Mitos y poemas
- Prix Adonáis de poésie : Nuria Ortega Riba, pour Las infancias sonoras
- Prix Anagrama : Enrique Díaz Álvarez, pour La palabra que aparece. El testimonio como acto de supervivencia
- Prix Loewe : Orlando Mondragón, pour Cuadernos de patología humana
- Prix de la nouvelle courte Casino Mieres :
- Prix d'honneur des lettres catalanes : Maria Barbal
- Prix national de littérature de la Generalitat de Catalogne :
- Journée des lettres galiciennes : Xela Arias
- Prix de la critique Serra d'Or :  :
  - Catégorie « Roman » : Jordi Cussà pour Le Premier Empereur et la Reine Lluna

- - Catégorie « Poésie » : Antònia Vicens i Picornell pour Pare, què fem amb la mare nostra
  - Catégorie « Essai » : Antoni Martí Monterde pour Stefan Zweig i els suïcidis d’Europa

## États-Unis
- National Book Award : 
  - Catégorie « Fiction » : L'enfant qui voulait disparaître (Hell of a Book), par Jason Mott
  - Catégorie  « Littérature jeunesse » : Last Night at the Telegraph Club, par Malinda Lo
  - Catégorie « Poésie » : Floaters, de Martin Espada
  - Catégorie « Essai / Documents » : All That She Carried: The Journey of Ashley's Sack, a Black Family Keepsake, par Tiya Miles
  - Medal of Distinguished Contribution to American Letters : Karen Tei Yamashita
- Prix Hugo : 
  - Prix Hugo du meilleur roman : Effet de réseau (Network Effect) par Martha Wells
  - Prix Hugo du meilleur roman court : L'Impératrice du Sel et de la Fortune (The Empress of Salt and Fortune) par Nghi Vo
  - Prix Hugo de la meilleure nouvelle longue : Deux vérités, un mensonge (Two Truths and a Lie) par Sarah Pinsker
  - Prix Hugo de la meilleure nouvelle courte : Metal Like Blood in the Dark par T. Kingfisher
  - Prix Hugo de la meilleure série littéraire : Journal d'un AssaSynth (The Murderbot Diaries) par Martha Wells
- Prix Locus :
  - Prix Locus du meilleur roman de science-fiction : Effet de réseau (Network Effect) par Martha Wells
  - Prix Locus du meilleur roman de fantasy : Genèse de la cité (The City We Became) par N. K. Jemisin
  - Prix Locus du meilleur roman d'horreur : Mexican Gothic (Mexican Gothic) par Silvia Moreno-Garcia
  - Prix Locus du meilleur roman pour jeunes adultes : Guide pratique pour boulangère magique (A Wizard’s Guide to Defensive Baking) par T. Kingfisher
  - Prix Locus du meilleur premier roman : Elatsoe par Darcie Little Badger
  - Prix Locus du meilleur roman court : Ring Shout : Cantique rituel (Ring Shout) par P. Djèlí Clark
  - Prix Locus de la meilleure nouvelle longue : La Pilule (The Pill) par Meg Elison
  - Prix Locus de la meilleure nouvelle courte : Little Free Library par Naomi Kritzer (en)
  - Prix Locus du meilleur recueil de nouvelles : The Hidden Girl and Other Stories par Ken Liu
- Prix Nebula :
  - Prix Nebula du meilleur roman : Maître des djinns (A Master of Djinn) par P. Djèlí Clark
  - Prix Nebula du meilleur roman court : Et que désirez-vous ce soir (And What Can We Offer You Tonight) par Premee Mohamed (en)
  - Prix Nebula de la meilleure nouvelle longue : O2 Arena par Oghenechovwe Donald Ekpeki (en)
  - Prix Nebula de la meilleure nouvelle courte : Where Oaken Hearts Do Gather par Sarah Pinsker
- Prix Pulitzer :
  - Catégorie « Fiction » : Louise Erdrich pour Celui qui veille (The Night Watchman)
  - Catégorie « Biographie et Autobiographie » : Les Payne et Tamara Payne pour The Dead Are Arising: The Life of Malcolm X
  - Catégorie « Essai » : David Zucchino pour Wilmington’s Lie: The Murderous Coup of 1898 and the Rise of White Supremacy
  - Catégorie « Histoire » : Marcia Chatelain pour Franchise: The Golden Arches in Black America
  - Catégorie « Poésie » : Natalie Diaz pour Postcolonial Love Poem
  - Catégorie « Théâtre » : Katori Hall pour The Hot Wing King
- Prix Agatha : 
  - Catégorie « Meilleur roman contemporain » : Cajun Kiss of Death de Ellen Byron
  - Catégorie « Meilleur roman historique » : Death at Greenway de Lori Rader-Day
  - Catégorie « Meilleur premier roman » : Arsenic and Adobo de Mia P. Manansala
  - Catégorie « Meilleure œuvre pour enfants et jeunes adultes » : I Play One on TV de Alan Orloff
  - Catégorie « Meilleure œuvre de non-fiction » : How to Write a Mystery: A Handbook from Mystery Writers of America de MWA avec Lee Child et Laurie R. King
  - Catégorie « Meilleure nouvelle » : Bay of Reckoning de Shawn Reilly Simmons

## Finlande
- Prix Jarl-Hellemann : Irmeli Ruuska, trad. de Lanny de Max Porter

## France
- Prix Albatros : Partir 66° Nord,chroniques d'une apprentie capitaine de Sandrine Pierrefeu
- Prix Femina : S'adapter de Clara Dupont-Monod
  - Prix Femina étranger : Madame Hayat d'Ahmet Altan
  - Prix Femina essai : Un étranger nommé Picasso d'Annie Cohen-Solal
  - Prix Femina des lycéens : Le rire des déesses d'Ananda Devi[7]
  - Prix spécial :
- Prix Goncourt : La Plus Secrète Mémoire des hommes de Mohamed Mbougar Sarr
  - Prix Goncourt du premier roman : Que sur toi se lamente le Tigre d'Émilienne Malfatto
  - Prix Goncourt des lycéens : S'adapter de Clara Dupont-Monod
  - Prix Goncourt de la nouvelle : Et la guerre est finie... de Shmuel T. Meyer
  - Prix Goncourt de la poésie : Jacques Roubaud pour l'ensemble de son œuvre
  - Prix Goncourt de la biographie : Paul Morand de Pauline Dreyfus
  - Liste Goncourt : le choix polonais : La Plus Secrète Mémoire des hommes de Mohamed Mbougar Sarr, traduit en polonais par Jacek Giszczak [8]
- Prix Médicis :  Le Voyage dans l'Est de Christine Angot
  - Prix Médicis étranger : La Clause paternelle de Jonas Hassen Khemiri
  - Prix Médicis essai : Comme un ciel en nous de Jakuta Alikavazovic
- Prix Renaudot : Premier Sang d'Amélie Nothomb
  - Prix Renaudot essai : Dans ma rue y avait trois boutiques d'Anthony Palou
  - Prix Renaudot du livre de poche : Louis Jouvet d'Olivier Rony
  - Prix Renaudot des lycéens : La Carte postale d'Anne Berest
- Grand prix du roman de l'Académie française : Mon maître et mon vainqueur de François-Henri Désérable
- Prix Interallié : Ne t'arrête pas de courir de Mathieu Palain
- Prix Jean-Freustié : Ce monde est tellement beau de Sébastien Lapaque
- Prix Joseph-Kessel : Jean Rolin pour Le Pont de Bezons
- Prix du Livre Inter : Un jour ce sera vide d'Hugo Lindenberg
- Prix Stanislas du premier roman : Mobylette de Frédéric Ploussard[9]
- Prix Première Plume : Avant que le monde ne se ferme, d'Alain Mascaro[10]
- Prix du premier roman français : Mon Mari de Maud Ventura
- Prix du premier roman étranger :	Hadès, Argentine de Daniel Loedel
- Prix de l'Académie française Maurice-Genevoix :  Michel Bernard pour Le Bon Sens
- Prix Maurice-Genevoix : non attribué
- Prix Napoléon 1er : Les diamants de Waterloo de Valérie Valeix
- Prix François-Mauriac de l'Académie française : Celia Levi, La Tannerie
- Prix François-Mauriac de la région Aquitaine : Jean Birnbaum, Le courage de la nuance
- Grand prix de la francophonie : Frankétienne et Abdourahman Waberi
- Prix Alexandre-Vialatte : Philibert Humm pour Les Tribulations d’un Français en France
- Prix André-Malraux, catégorie roman : Temps Sauvages  de Mario Vargas Llosa
- Prix André-Malraux, catégorie essais sur l'art : Le musée, une histoire mondiale, tome II : L’ancrage européen, 1789-1850 de Krzysztof Pomian
- Prix Décembre : Xavier Galmiche pour Le Poulailler métaphysique
- Prix des Deux Magots : Sabre d'Emmanuel Ruben
- Prix de Flore : Le Voyant d'Étampes d'Abel Quentin
- Prix de la Closerie des Lilas : Stéphanie Coste pour Le Passeur
- Prix Fénéon : Agathe Saint-Maur pour De sel et de fumée
- Prix France Culture-Télérama (Prix du roman des étudiants France Culture-Télérama) : Ne t'arrête pas de courir de Mathieu Palain
- Prix littéraire des étudiants de Sciences-Po : Chavirer de Lola Lafon
- Prix littéraire ENS Paris-Saclay : Ce qu'il faut de nuit de Laurent Petitmangin[11]
- Prix Landerneau des lecteurs : Clara Dupont-Monod pour S'adapter
- Prix de la BnF : Hélène Cixous[12]
- Prix Boccace : Ella Balaert pour Poissons rouges et autres bêtes aussi féroces
- Prix Jean-Monnet de littérature européenne du département de la Charente : Donal Ryan pour Par une mer basse et tranquille
- Grand prix Jean-Giono : Frédéric Verger pour Sur les toits
- Prix du Quai des Orfèvres : Christophe Gavat, pour Cap Canaille
- Prix des Libraires : Héritage de Miguel Bonnefoy
- Prix du roman Fnac : Le Fils de l'homme de Jean-Baptiste Del Amo
- Prix Eugène-Dabit du roman populiste : Des gens comme eux de Sedira Samira (prix sur les années 2020 et 2021)[13]
- Grand prix RTL-Lire : Des diables et des saints de Jean-Baptiste Andrea
- Prix France Télévisions, catégorie roman : non décerné
- Prix France Télévisions, catégorie essai : non décerné
- Prix littéraire du Monde : Jean-Claude Grumberg pour Jacqueline Jacqueline
- Grand prix des lectrices de Elle : 
  - Grand Prix du roman : Apeirogon de Colum McCann (Irlande)
  - Grand Prix du polar : La Face nord du cœur de Dolores Redondo (Espagne)
  - Grand Prix du document : L'Accident de chasse de David Carson (Angleterre) et Landis Blair (USA)
- Prix Roman de l'été Femme actuelle : Pour exister encore de Martine Duchesne
  - Prix du jury : Les Anges des Terres Sauvages de Xavier Badefort
  - Coup de cœur des lectrices : Troisième jeunesse de Laurent Lagarde
  - Coup de cœur de Françoise Bourdin : La robe du Lutétia de Laure Boutault
- Grand prix de l'Imaginaire :
  - catégorie « Roman francophone » : Le Sanctuaire de Laurine Roux
  - catégorie « Roman étranger» : Kra : Dar Duchesne dans les ruines de l'Ymr de John Crowley
  - catégorie « Nouvelle francophone » : Toxiques dans les prés de Claude Ecken
  - catégorie « Nouvelle étrangère » : La Fabrique des lendemains de Rich Larson
  - catégorie « Roman jeunesse francophone » :Steam Sailors de E. S. Green
  - catégorie « Roman jeunesse étranger » : La Belle Sauvage et La Communauté des esprits de Philip Pullman
- Grand prix de poésie de la SGDL : Linda Maria Baros, La Nageuse désossée
- Prix Rosny aîné « Roman » : Émilie Querbalec pour Quitter les monts d'automne
- Prix Rosny aîné « Nouvelle » : Estelle Faye pour Conte de la pluie qui n’est pas venue
- Prix Russophonie, 15e édition : ex æquo Yves Gauthier pour la traduction de Dersou Ouzala de Vladimir Arseniev, (Editions Transboréal)  (ISBN 2361573040) et Andreï Vieru pour la traduction de Le Visiteur de marbre et autres œuvres théâtrales d'Alexandre Pouchkine, Editions Vendémiaire  (ISBN 2363583582)
- Prix Wepler : Antoine Wauters, Mahmoud ou la montée des eaux[14]
- Feuille d'or de la ville de Nancy - prix des médias : La femme et l'oiseau d'Isabelle Sorente[15]
- Prix Octave-Mirbeau :
- Grand prix de la ville d'Angoulême : Chris Ware
- Fauve d'or : prix du meilleur album : L'Accident de chasse de Landis Blair et David L. Carlson[16]
- Prix littéraire des grandes écoles :
- Prix littéraire des étudiants de Sciences Po :
- Prix littéraire ENS Paris-Saclay :
- Prix mondial Cino-Del-Duca : Maryse Condé
- Prix Maya (première récompense littéraire animaliste de France) :
  - dans la catégorie « bande-dessinée » :  Un an sur les réseaux  ! Clarence B12 de Pascal Vaucher de la Croix
  - dans la catégorie « roman » : 8865 de Dominique Legrand
- Prix Amerigo-Vespucci] : Chaudun, la montagne blessée de Luc Bronner
- Prix Marguerite-Yourcenar : Pierre Bayard pour l'ensemble de son œuvre
- Prix Heredia : Joël Vernet pour L’oubli est une tache dans le ciel
- Prix Orange du Livre : Constance Joly (d)  pour Over the Rainbow
- Prix Terre de France : Éric Fottorino pour Mohican
- Prix Terre de France - Ouest-France : Éric Fottorino pour Mohican
- Prix Amerigo-Vespucci : Luc Bronner pour Chaudun, la montagne blessée
- Prix Amerigo-Vespucci Jeunesse : Julieta Canepa, Pierre Ducrozet et Stéphane Khiel pour Je suis au monde
- Prix Amerigo-Vespucci de la BD géographique : Pierre Bonneau, Gaspard d’Allens (d)   et Cécile Guillard pour Cent mille ans et Fabien Tillon et Gaël Remise pour Roi du vent

## Italie
- Prix Strega :  Emanuele Trevi, Due vite (Neri Pozza)
  - Prix Strega européen : Georgi Gospodinov: Cronorifugio (Voland), traduction de Giuseppe Dell'Agata
- Prix Bagutta :  Giorgio Fontana, Prima di noi (Sellerio)
  - Prix Bagutta de la première œuvre : Alessandro Valenti, Ho provato a morire e non ci sono riuscito (Blu Atlantide)
- Prix Bancarella : Ema Stokholma, Per il mio bene (HarperCollins)
- Prix Brancati :
  - Fiction :
  - Poésie :
  - Jeunes :
- Prix Campiello : Giulia Caminito, L’acqua del lago non è mai dolce (Bompiani)
- Prix Malaparte :  Yasmina Reza[17].
- Prix Napoli :
  - Fiction : Nicola Lagioia pour La città dei vivi (Einaudi)
  - Poésie : Carmen Gallo pour Le fuggitive (Nino Aragno)
  - Essai : Riccardo Falcinelli (it) pour Figure (Einaudi)
- Prix Stresa : Giosuè Calaciura pour Io sono Gesù (Sellerio)
- Prix Viareggio :
  - Roman : Edith Bruck, Il pane perduto (it), (La nave di Teseo)
  - Essai : Walter Siti, Contro l'impegno (Rizzoli) , Quel Marcel! Frammenti dalla biografia di Proust (Einaudi)
  - Poésie : Flavio Santi (it), Quanti - Truciolature, scie, onde. 1999-2019 (Industria&Letteratura)
  - Première œuvre : Alessandra Carati, E poi saremo salvi (Mondadori)
  - Prix spéciaux : Roberto Benigni, Annalena Benini, Igiaba Scego[18]
- Prix Scerbanenco : Antonella Lattanzi pour Questo giorno che incombe
- Prix Raymond-Chandler : Guillaume Musso
- Prix Pozzale Luigi Russo : Fabio Genovesi pour Cadrò, sognando di volare, Mondadori

## Japon
- Prix Akutagawa : Li Kotomi pour Higanbana ga Saku Shima

## Monaco
- Prix Prince-Pierre-de-Monaco : Annie Ernaux

## Royaume-Uni
- Prix Booker : Damon Galgut pour The Promise
- Women's Prize for Fiction : Susanna Clarke pour Piranesi

## Russie
- Prix Bolchaïa Kniga : Leonid Yuzefovich (ru) pour le roman « Philhellen » (Филэллин)

## Suisse
- Prix Jan-Michalski de littérature : Memorial — Alena Kozlova, Nikolai Mikhailov, Irina Ostrovskaya et Irina Scherbakova — pour l'ouvrage collectif OST: Letters, Memoirs and Stories from Ostarbeiter in Nazi Germany
- Prix Michel-Dentan : Bruno Pellegrino pour Dans la ville provisoire
- Prix du roman des Romands : Christian Lecomte pour Cellule dormante
- Prix suisse de littérature : Frédéric Pajak pour l'ensemble de son œuvre
- Prix Ahmadou-Kourouma : Blaise Ndala pour Dans le ventre du Congo